# Карлов, Владимир Алексеевич
Влади́мир Алексе́евич Ка́рлов (25 марта 1914, Павловск, Воронежская губерния — 2 октября 1994, Москва) — советский партийный деятель, Член Бюро ЦК КПСС по РСФСР (1965—1966), заведующий Сельскохозяйственным отделом ЦК КПСС (1976—1986).

## Биография
Родился в семье надворного советника, преподавателя духовного училища, русский. С 1921 подрабатывал чистильщиком дымоходов, звонарём городского собора. В 1930 окончил 9-летнюю Павловскую школу, в 1933 экстерном окончил зоотехнический факультет Воронежского института птицеводства (по специальности «зоотехник»).
Трудовая деятельность началась с должности зоотехника Нижне-Волжского (Сталинградского) краевого (областного) земельного управления (1933). В 1936–1937 служил в РККА (курсант учебного батальона, рядовой-парашютист). С ноября 1937 – зоотехник, с июня 1938 – заведующий отделом мелкого животноводства Сталинградского областного земельного отдела. С декабря 1939 – на комсомольской работе: секретарь Ерманского районного комитета ВЛКСМ (г. Сталинград). в сентябре 1940 – октябре 1941 учился в ВПШ при ЦК ВКП(б), прервал учёбу из-за начавшейся Великой Отечественной войны.
С ноября 1941 на партийной работе:
- В 1941–1943 — инструктор, заместитель заведующего сельскохозяйственным отделом Сталинградского областного комитета ВКП(б).
- В 1943 – октябре 1946 — заведующий отделом животноводства, заместитель секретаря Сталинградского областного комитета ВКП(б).
- В 1946 – 1948 — вновь слушатель ВПШ при ЦК ВКП(б).
- В августе 1948 – мае 1949 — инструктор сельскохозяйственного отдела ЦК ВКП(б),
- В мае 1949 – 1951 — секретарь Сталинградского обкома ВКП(б),
- В 1951 – июне 1953 — второй секретарь Сталинградского обкома ВКП(б),
- В июне 1953 – январе 1954 — начальник Сталинградского областного управления сельского хозяйства.
- В январе–сентябре 1954 — второй секретарь Балашовского обкома КПСС,
- В сентябре 1954 – январе 1959 — заместитель заведующего сельскохозяйственным отделом ЦК КПСС по РСФСР.
- 24 января 1959 – 27 сентября 1960 — первый секретарь Калининского обкома КПСС,
- В сентябре 1960 – марте 1962 — заведующий сельскохозяйственным отделом ЦК КПСС по союзным республикам,
- В марте–августе 1962 — инспектор ЦК КПСС,
- 2 августа 1962 – 3 марта 1965 — второй секретарь ЦК КП Узбекистана,
- С февраля 1965 по 8 апреля 1966 — член Бюро ЦК КПСС по РСФСР,
- В мае 1966 – мае 1976 — первый заместитель заведующего Сельскохозяйственным отделом (отделом сельского хозяйства и пищевой промышленности) ЦК КПСС,
- В мае 1976 – октябре 1986 — заведующий отделом сельского хозяйства и пищевой промышленности ЦК КПСС.

Член ВКП(б) с 1940 года. Член ЦК КПСС в 1976–1989, кандидат в члены ЦК КПСС в 1961–1976.
Депутат Совета Национальностей Верховного Совета СССР 6-11 созывов (1962—1989) от Чувашской АССР.
С октября 1986 года — персональный пенсионер союзного значения. Похоронен на Троекуровском кладбище.

## Награды и звания
Герой Социалистического Труда (14.03.1984).
Награждён двумя орденами Ленина (1974, 1984), орденом Октябрьской Революции (1971), пятью орденами Трудового красного Знамени (1952, 1957, 17.03.1964, 1965, 1981) и 10 медалями СССР.